# Ernst Schultz
Ernst Ludwig Emanuel Schultz (ur. 15 czerwca 1879 w Horsens, zm. 20 czerwca 1906 w Roskilde Fjord) – duński lekkoatleta sprinter, brązowy medalista olimpijski z Paryża z 1900.
W czasie igrzysk olimpijskich w 1900 w Paryżu wziął udział w biegu na 400 metrów, w którym zajął 3. miejsce. W finale wystąpiło tylko trzech biegaczy, ponieważ 3 pozostałych, którzy zakwalifikowali się z przedbiegów, odmówiło startu z powodów religijnych (finał był rozgrywany w niedzielę). Schultz wyraźnie uległ dwóm pozostałym zawodnikom: Maxeyowi Longowi i Williamowi Hollandowi.
W 1899 był mistrzem Danii na nietypowym dystansie 150 metrów. Był z zawodu księgowym. Zmarł tragicznie – utopił się w Roskilde Fjord.